# 1042
Cette page concerne l'année 1042  du calendrier julien. Pour l'année 1042 av. J.-C., voir 1042 av. J.-C.
L'année 1042 est une année commune qui commence un vendredi.

## Événements
- Safar 434 de l'Hégire (septembre-octobre), Maghreb : Les Judalah, hostiles à l'Islam, sont battus par les partisans de Abdullah Ibn Yassin, chef spirituel des Almoravides, d’une stricte orthodoxie malékite, et se convertissent[1]. Ibn Yassin prêche l’islam aux berbères Sanhadja du Sahara et aux Noirs du Takrur[2].
- Les Saljûqides s’emparent du Khârezm[3].
- Chine : les incursions des Xia et la menace de nouvelles actions militaires des Liao contre les Song permet aux Liao de négocier une révision avantageuse du tribut versé par les Song depuis 1005[4].

### Europe
- Début du règne de Diarmait mac Mail na mBo, roi de Leinster (mort en 1072)[5].

- 27 janvier : début du règne de ‘Ibn Abbad II ou al-Mu'tadid, roi abbadide de Séville (fin en 1069)[6]. Poète, sanguinaire et sceptique, il agrandit son royaume en guerroyant contre les dynasties berbères de l’est de l’Andalousie.

- Février, Italie : Argyros (it), fils de Mélo, le chef de la première révolte, qui avait quitté Constantinople, où il était prisonnier en 1029, est proclamé chef des Normands et des Lombards dans l’église Saint-Apollinaire de Bari[7].
- 21 février[8] : l'empereur Henri III le Noir désigne Henri de Luxembourg comme duc de Bavière sans consulter les Bavarois[9].

- Avril : Georges Maniakès, envoyé par Zoé de Byzance réprimer la révolte en Italie byzantine, débarque à Tarente ; il châtie par de cruelles exécutions les villes qui avaient accueilli les Normands[7].

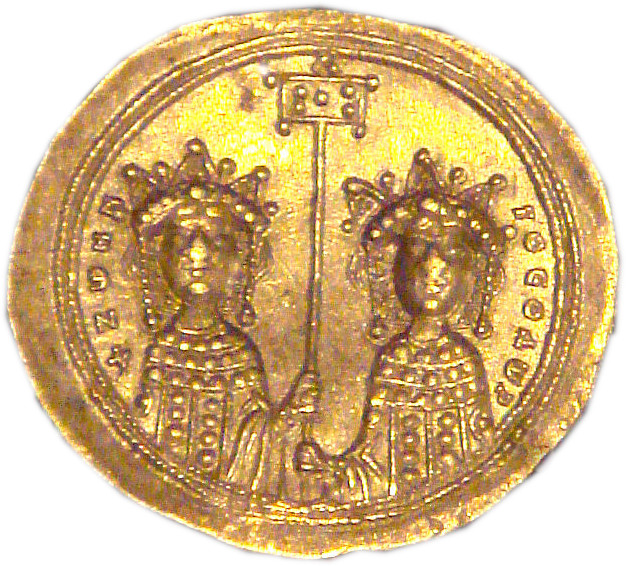
20 avril-11 juin : règne conjoint de Zoé et Théodora

- 17 - 18 avril, Empire byzantin : Michel V fait arrêter Zoé et l'accuse de tentative de régicide[7].
- 19 - 20 avril : le peuple insurgé renverse l'empereur byzantin Michel V (aveuglé et cloîtré) et libère Zoé qui règne avec sa sœur Théodora[7].

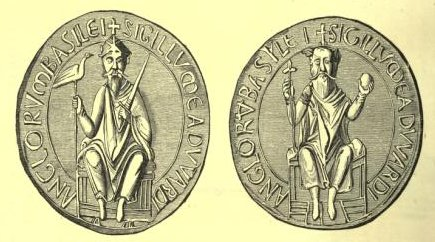
8 juin : début du règne d'Édouard le Confesseur. Sceaux. Il se préoccupera plus de son salut personnel que de son royaume et ne pourra établir un pouvoir fort.

- 8 juin : mort de Canut le Hardi d’apoplexie avant l’âge de 25 ans. L'Angleterre se sépare du Danemark. Édouard le Confesseur, fils d’Æthelred II et d’Emma, élu roi d’Angleterre, restaure la royauté anglo-saxonne (dynastie de Wessex) (fin de règne en janvier 1066). Magnus Ier Olavsson le Bon (1024-1047) devient roi de Danemark. Magnus, qui entend privilégier son royaume de Norvège, institue comme régent au Danemark son cousin Sveinn Úlfsson (Estridsen), fils du jarl Úlfr assassiné en 1027.
- 12 juin : Zoé épouse à 62 ans Constantin Monomaque, qui devient empereur byzantin associé (fin de règne en 1055). Théodora est évincée à nouveau[7].

- Septembre : après le ralliement d'Argyros aux Byzantins, la majorité des bandes normandes élisent comme chef Guillaume Bras-de-Fer, à Matera. Réunis à Melfi pendant l'hiver, Guaimar de Salerne, Rainulf d'Aversa et douze chefs normands se partagent la Pouille byzantine, désormais le comté d'Apulie dont la moitié reste à conquérir : Ascoli (Guillaume Bras-de-Fer), Venosa (Drogon de Hauteville), Civitate (Gautier), Trani (Petrus), Acerenza (Asclettin), Lavello, Monopoli (Hugues Tubœuf), Canne, Sant'Arcangelo, Montepeloso (Tristan), Frigento et Minervino (Rainfroi). Melfi reste indivise et chacun y construit un palais[10].

- Octobre : Georges Maniakès, rappelé à Constantinople, se révolte. Il est proclamé empereur par son armée, puis assiégé dans Otrante par Argyros, s’embarque pour Dyrrachium, d’où il compte marcher sur Constantinople par la via Egnatia, grâce à son alliance avec le chef serbe Vojislav ; il meurt au début de 1043 des suites d'une blessure reçue lors d'un combat contre l’armée impériale[7].

- 2 novembre : raz-de-marée en Flandre, mentionné par les Annales de Gand[11].

- Novembre : Ordulf Billung, fils aîné du duc de Saxe Bernard II, épouse Wulfhilde de Norvège, la demi-sœur du roi Magnus de Danemark et de Norvège. Danois et Saxons combattent ensemble contre les Wendes[12].